# Lio Tipton
Pour les articles homonymes, voir Analeigh et Tipton.
Lio Tipton (originellement Analeigh Tipton) est une figure non binaire du patinage artistique, du mannequinat et du cinéma américain. Lio Tipton naît le 9 novembre 1988 à Minneapolis, dans le Minnesota. Sa célébrité est due à l'émission America's Next Top Model, où Tipton finit troisième du cycle 11 du programme. Ses rôles au cinéma ont également contribué à sa notoriété (notamment celui de la jeune baby-sitter ayant un béguin pour le personnage de Steve Carell dans la comédie romantique Crazy, Stupid, Love).

## Biographie

### Enfance
Tipton commence le patinage artistique à l'âge de deux ans et demi et participe à quatre championnats américains (U.S. Synchronized Skating Championships (en)), gagnant deux fois un championnat régional, avec son partenaire Phillip Cooke, avec qui Tipton participe deux fois à la compétition junior, U.S. Junior Figure Skating Championships (en), avant d'arrêter de pratiquer ce sport à l'âge de seize ans.
Ses études se sont déroulées à la Marymount California University (en).

### Carrière

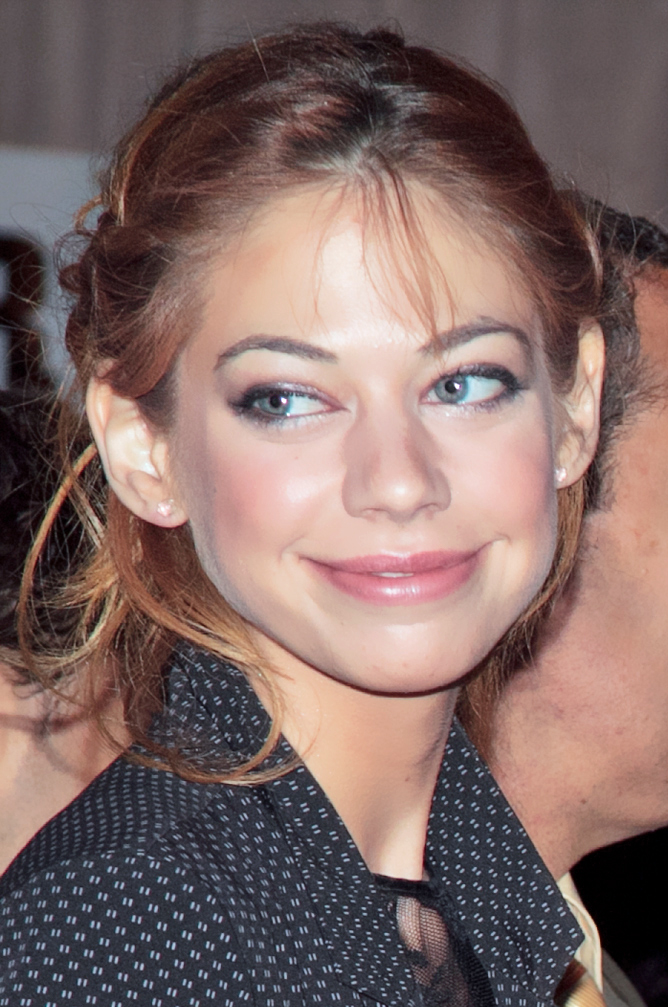
Lio Tipton lors du festival international du film de Toronto en 2011.

En 2008, Tipton participe à la 11e saison de Top Model Usa (America's Next Top Model), arrivant à la 3e place. Tout au long de l'aventure, le jury lui souligne ses talents dramatiques. Ainsi, Tyra Banks lui conseille de continuer dans cette voie, mais Tipton signe tout de même avec l'agence de mannequins Ford Model Management. Après avoir posé dans des catalogues sur internet, Tipton quitte son agence et décide d'arrêter le mannequinat pour se consacrer au cinéma et à la télévision, ce qui donna lieu par exemple à plusieurs apparitions dans la série The Big Bang Theory.
En 2011, Tipton obtient ses premiers rôles plus importants : Jessica Riley, la baby-sitter dans Crazy, Stupid, Love de John Requa et Glenn Ficarra, qui lui vaut des critiques positives, notamment du New York Times, et Lily dans Damsels in Distress. À noter également le rôle de Sandee dans huit épisodes de la série télévisée Hung, et un petit rôle dans The Green Hornet.
En 2013, Tipton incarne Nora dans Warm Bodies de Jonathan Levine, et Ashley dans la série télévisée de Intel et Toshiba, The Power Inside (en), avant d'apparaître en 2014 dans les films Buttwhistle, One Square Mile, Lucy de Luc Besson et Two Night Stand.

### Vie privée
Ensemble depuis 2008,Tipton et le chanteur Aaron McManus se fiancent le 28 décembre 2013 et se séparent en août 2014. Tipton entame alors une liaison avec l'acteur Jake McDorman, son partenaire dans la série Manhattan Love Story.
Lio Tipton fait son coming-out non binaire en juin 2021 et annonce utiliser les pronoms they/them. Tipton épouse Chaz Salembier, directeur de l'industrie du divertissement, en octobre 2022.

## Filmographie

### Cinéma

#### Longs métrages
- 2011 : The Green Hornet de Michel Gondry : Ana Lee
- 2011 : Crazy, Stupid, Love de John Requa et Glenn Ficarra : Jessica Riley
- 2011 : Damsels in Distress de Whit Stillman : Lily
- 2013 : Warm Bodies de Jonathan Levine : Nora
- 2014 : Buttwhistle de Tenney Fairchild : Rose
- 2014 : 4 Minute Mile (en) de Charles-Olivier Michaud (en) : Lisa
- 2014 : Lucy de Luc Besson : Caroline
- 2014 : Aventure d'un soir de Max Nichols : Megan
- 2015 : Under Pressure (Mississippi Grind) de Anna Boden et Ryan Fleck : Vanessa
- 2016 : Viral de Henry Joost et Ariel Schulman : Stacey Drakeford
- 2016 : Les Insoumis (In Dubious Battle) de James Franco : Vera
- 2016 : Compulsion de Craig Goodwill : Sadie
- 2017 : Mon ex beau-père et moi (All Nighter) de Gavin Wiesen : Ginnie
- 2017 : Golden Exits d'Alex Ross Perry : Jess
- 2019 : The Long Home de James Franco
- 2023 : Riddle of Fire de Weston Razooli
- 2025 : Love Hurts de Jonathan Eusebio

#### Courts métrages
- 2008 : The Dark Lord's Lament
- 2013 : Vibe for Women

### Télévision

#### Séries télévisées
- 2008 et 2015 : The Big Bang Theory : une mannequin (saison 2, épisode 7) et Vanessa Bennett (saison 9, épisode 8)
- 2011 : Hung : Sandee
- 2013 : The Power Inside (en) : Ashley
- 2014 : Manhattan Love Story : Dana Hopkins
- 2015 : Limitless : Shauna
- 2019 : Why Women Kill : Mary Vlasin
- 2022 : A Friend of the Family : Gail Berchtold

## Voix francophones
En France
| - Caroline Espargilière dans : - Hung (série télévisée) - Warm Bodies - Marie Tirmont dans : - Damsels in Distress - Lucy - Edwige Lemoine dans (les séries télévisées) : - Limitless - Why Women Kill | Et aussi - Daniela Cabrera Labbé dans Crazy, Stupid, Love - Adeline Chetail dans Aventure d'un soir - Diane Dassigny dans Les Insoumis - Sofia Abouatmane dans Vengeance - Nayéli Forest dans A Friend of the Family (mini-série) |